# Patos Shopping
O Patos Shopping é um centro comercial localizado na cidade do Patos. Inaugurado em 26 de abril de 2019, trata-se do maior empreendimento comercial do Sertão da Paraíba, em área bruta locável (ABL), e o segundo maior do interior do estado.
O seu projeto foi assinado pelo arquiteto André Sá, o mesmo que foi responsável pela construção do RioMar Shopping, em Recife, e foi erguido visando atender à crescente demanda existente tanto na cidade de Patos, quanto em cidades polarizadas por ela.

## Características
O shopping possui dois pisos, mais de 18 mil metros quadrados (m²) de área bruta locável e acima de 40 mil m² de área construída, tendo custado mais R$ 100 milhões de reais para a sua realização, que tinha como inauguração prevista, o ano de 2018, porém vindo a ocorrer somente em 2019.
Ao todo, o shopping possui 147 lojas, sendo cinco âncoras e três megalojas, quatro salas de cinema, uma área de jogos e uma praça de alimentação com doze lojas. A primeira etapa do shopping foi aberta com 20 lojas ocupadas e 89 vendidas, com espaço pensado para uma academia de ginástica, consultório médico e uma faculdade.
De propriedade do Grupo N Claudino, o mesmo das lojas do Armazém Paraíba, o Shopping Patos possui estacionamento que concentra mais de mil vagas para motos e automóveis, metade das quais são cobertas.

### Lojas
Entre as principais lojas (âncoras e mega lojas) destacam-se: Armazém Paraíba, Arena Jogos e Diversões, Multicine, Bluefit Academia, Casa Tudo, C&A, Emanuelle, Le Biscuit e Riachuelo.